# Al Ruscio
Al Ruscio (Salem (Massachusetts), 2 juni 1924 – Los Angeles 12 november 2013) was een Amerikaans acteur.

## Biografie
Ruscio heeft gestudeerd aan het Salem High School. Na zijn afstuderen verhuisde hij naar New York en studeerde daar voor twee jaar op The Neighborhood Playhouse School for the Theatre, in 1958 verhuisde hij naar Los Angeles. In de zestiger jaren verliet hij Los Angeles om in Denison (Iowa) op een nieuwe school genaamd Midwestern College een drama afdeling te vormen. Na vijf jaar verliet hij Denison en verhuisde naar Windsor (Ontario) Canada waar hij professor werd op het Universiteit van Windsor in acteren. Ruscio werd toen uitgenodigd om hoofd te worden van de artiestenopleiding op de Universiteit van Oakland in Oakland County, Michigan, waar zijn vrouw al les gaf. Samen gingen ze in 1975 terug naar Los Angeles waar zij hun acteer- en lescarrières voortzetten.
Ruscio begon in 1958 met acteren in de televisieserie Gunsmoke. Hierna heeft hij nog meer dan 180 rollen gespeeld in televisieseries en films zoals Bonanza (1960-1961), Kojak (1976-1977), Lou Grant (1978-1980), Falcon Crest (1984), St. Elsewhere (1984-1985), Hill Street Blues (1982-1986), Scarecrow and Mrs. King (1985-1987), The Godfather: Part III (1990), Life Goes On (1990-1992), The Phantom (1996) en 7th Heaven (2003-2004).

## Filmografie

### Films
Selectie:
- 2008 Winged Creatures – als Angelo
- 1996 The Phantom – als politiecommissaris Farley
- 1995 Showgirls – als mr. Karlman
- 1991 Guilty by Suspicion – als Ben Saltman
- 1990 The Godfather: Part III – as Leo Cuneo
- 1989 Romero – als bisschop Estrada
- 1980 Any Which Way You Can – als Tony Paoli sr.

### Televisieseries
Uitgezonderd eenmalige gastrollen.
- 2003 – 2004 7th Heaven – als Fred Fleming – 2 afl.
- 2002 First Monday – als oom Willie – 2 afl.
- 2000 Manhattan, AZ – als Mo – 3 afl.
- 1999 The X-Files – als oudere – 2 afl.
- 1998 – 1999 Port Charles – als Kosta Kanelos - ? afl.
- 1997 – 1998 Fired Up – als Manny – 2 afl.
- 1993 Joe's Life – als Frank Rucio – 11 afl.
- 1990 – 1992 Life Goes On – als Sal Giordano – 10 afl.
- 1989 Santa Barbara – als R.J. Bentson - ? afl.
- 1989 War and Rememnrance – als Jozef Stalin – 2 afl.
- 1988 Days of our Lives – als Miguel Torres - ? afl.
- 1983 – 1988 Cagney and Lacey – als Frank Deckman – 2 afl.
- 1984 Falcon Crest – als Simon Whittaker – 2 afl.
- 1981 - 1985 Hill Street Blues - als Sosa - ? afl.
- 1978 Greatest Heroes of the Bible – als Aaron – 2 afl.
- 1977 Starsky and Hutch – als Roper – 2 afl.

- Gemeinsame Normdatei: 1025068378
- International Standard Name Identifier: 0000 0003 6645 2686
- Library of Congress Control Number: n2012000136
- Virtual International Authority File: 231695598
- WorldCat: E39PBJh8R7XWM4kqHPCctWjHmd